# Монтажная пена
Монта́жная пе́на — пенополиуретановый герметик. С точки зрения бытового и профессионального применения монтажная пена представляет собой продукцию бытовой химии в аэрозольной упаковке. Пена состоит из 2 основных компонентов — Метилендифенилдиизоцианата (МДИ) и полиолов. При производстве пены используют различные вспомогательные средства: катализаторы, вспениватель, стабилизаторы и т. д.

## Описание
Часто используемые при описании пены термины:
- Преполимер — продукт, образовавшийся за счет химической реакции соединения гидроксильных окончаний полиспиртов и изоцианатных групп МДИ, произошедшей внутри баллона.
- Пропеллент (от англ. propellant — газ-вытеснитель): — смесь газов, находящаяся в баллоне частично в газовой фазе, частично сжиженных, частично растворённых в преполимере. Пропеллент выполняет две основные функции: выталкивание преполимера из баллона и образование пузырьков пены.

Характеристики пены:

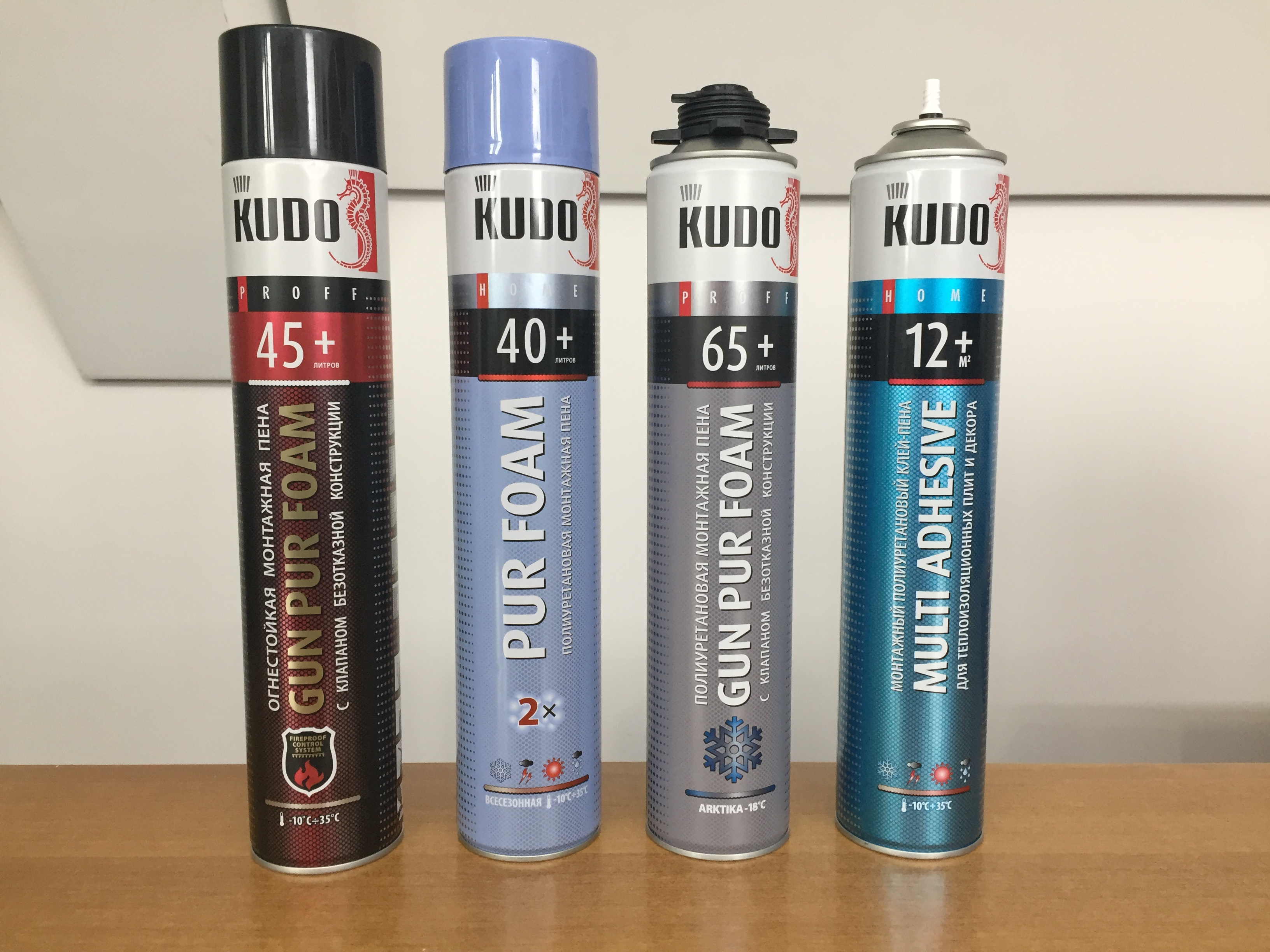
Разновидности монтажной пены: огнестойкая, бытовая всесезонная, профессиональная зимняя, клей-пена.

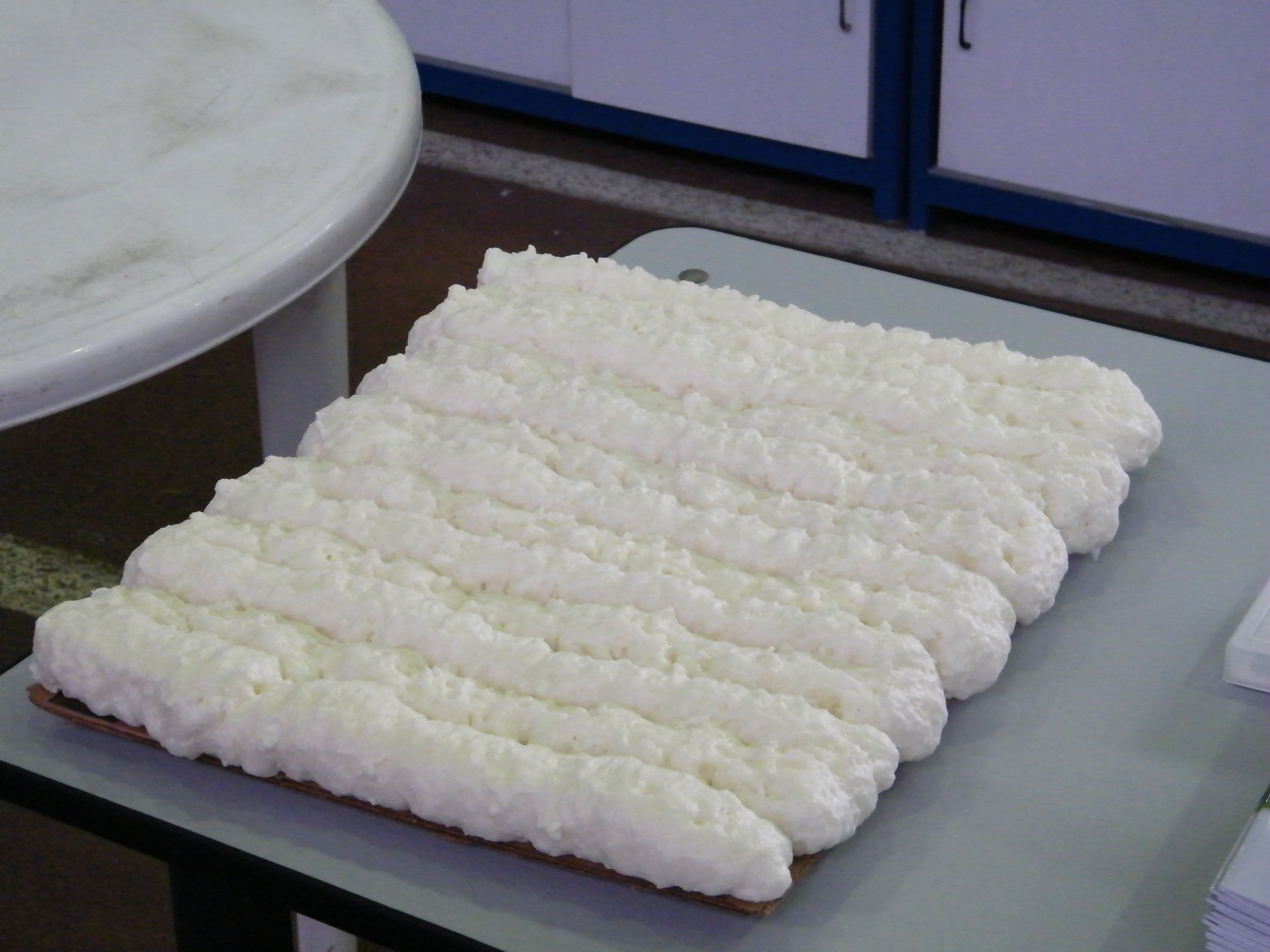
Затвердевшая монтажная пена, демонстрационный экспонат на выставке.

- Объём выхода пены характеризуется количеством вещества, вышедшего из одного баллона, и его вспененностью, измеряется в литрах; величина выхода пены сильно зависит от внешних условий, таких как температура баллона и окружающей среды, влажность, ветер;
- Адгезия определяет, насколько прочно пена связана с носителем (субстратом); обыкновенно пена имеет отличное сцепление с большинством строительных материалов (бетон, кирпич, древесина, ПВХ и т. п.), но не со льдом, тефлоном, полиэтиленом, силиконом, маслянистыми поверхностями;
- Вспенивание (англ. foaming — пенообразование) — процесс вскипания массы преполимера при выходе его из баллона и последующей фиксации полученной формы во вспененном виде. Внутри баллона до момента вспенивания находится жидкость, представляющая собой преполимер с растворённой в нём смесью газов (пропеллентом). За счет того, что вещества, из которых изготовлен пропеллент, обладают низкой температурой кипения и достаточно высоким давлением насыщенных паров при условиях, в которых пена используется, давление в баллоне значительно выше атмосферного, и они вскипают при выходе из баллона и образуют пузырьки. Таким образом, жидкость, находящаяся в баллоне, превращается в пену за счет вскипания пропеллента, растворенного в преполимере. Теоретически объём образовавшейся пены приблизительно равен суммарному объёму пропеллента в газообразном состоянии. Фиксация образовавшихся жидких пузырьков происходит за счет того, что в баллон также добавлены поверхностно-активные вещества (обычно силиконы), которые за счет снижения поверхностного натяжения и удерживают форму получившихся пузырьков. Если их недостаточно или их баланс подобран неправильно, пузырьки «схлопываются» — объединяются в более крупные, иногда выходящие на поверхность. Результатом данного процесса может являться образование больших каверн в пене и/или её усадка. Также в пену добавляются специальные вещества-поровскрыватели, также из группы силиконов, которые «вскрывают» мембраны пузырьков, позволяя газам, находящимся внутри, свободно перемещаться по телу образовавшейся пенной массы. Перемещаясь по этим «ходам» из пены, естественным образом удаляются избытки пропеллента, а также избыток углекислого газа, который образуется за счет реакции изоцианатных групп МДИ с влагой воздуха. В итоге пена представляет собой пространственную структуру с правильно подобранным балансом открытых и закрытых ячеек (пузырьков). Избыток открытых или закрытых ячеек отрицательным образом сказывается на свойствах пены. Примером пены со 100 % открытыми ячейками является поролон — такая пена не держит структуру и способна накапливать влагу. Если же в пене будет избыток закрытых ячеек, данная пена будет сдерживать в себе избытки газов, что также отрицательно скажется на её свойствах.
- Расширение (англ. expansion) — естественный процесс увеличения пенной массы в объёме после завершения вспенивания. Когда преполимер вышел из баллона и вступил в контакт с влагой воздуха или поверхности, начинается полимеризация. Она протекает путём образования «мостиков» за счёт реакции свободных изоцианатных групп преполимера и МДИ с молекулами воды. При этом идёт выделение углекислого газа. Пена поглощает влагу, и образуются полиуретановые связи (именно поэтому монтажную пену также называют полиуретановой). Так как углекислый газ имеет избыточное парциальное давление, по сравнению с атмосферным воздухом, он либо эвакуируется через систему открытых пор, либо начинает расширять пену изнутри. Процесс продолжается до завершения процесса полимеризации. Процесс расширения пены является естественным следствием происходящей химической реакции полимеризации, и избежать его совсем невозможно, так как для этого необходимо было бы обеспечить 100 % открытых ячеек в структуре пены, но тогда мы бы получили продукт с совсем другими свойствами и другой побочный эффект — усадку. Задача производителя — снизить эффект расширения. В свою очередь положительной стороной расширения является то, что монтажный шов можно заполнять не полностью, увеличивая производительность баллона, а главное, пена таким образом самоуплотняется в монтажном шве и обеспечивает одновременно надежную фиксацию и необходимые демпфирующие свойства. Избыточное расширение плохо тем, что может протекать неконтролируемо.
- Последующее расширение (англ. post-expansion), или вторичное расширение — отрицательное свойство пены менять свою пространственную стабильность после завершения процесса полимеризации внешнего слоя. Качественная монтажная пена, в которой завершен процесс полимеризации, представляет собой полностью инертное физическое тело, не способное самопроизвольно менять свой объём. Стандарт ассоциации европейских производителей монтажных пен (FEICA) предписывает производить измерение пространственной стабильности пены после завершения процесса полимеризации, когда остановился естественный рост пены[2]. Возможны два отрицательных эффекта — усадка (shrinkage) или расширение. Причиной усадки может являться недостаточная плотность пены за счет переизбытка балласта и/или избытка открытых ячеек. Последующее увеличение объёма возможно под воздействием роста температуры окружающей среды, если в пене наблюдается избыток закрытых ячеек, в которых «связан» газ-вытеснитель. В случае, если производитель использует «экологичные» газы с невысоким давлением насыщенного пара в условиях эксплуатации пены, такого эффекта, как правило, нет. Также на изменение пространственной стабильности могут оказывать воздействие внешние факторы, являющиеся следствием неправильного монтажа: повреждение не созревшей пены за счет внешнего физического воздействия, обработка готовой пены некачественными материалами (так например некачественный защитный герметик может деформироваться и передавать эту деформацию на пену), нанесение пены на неочищенную от пыли и грязи поверхность, недостаточное увлажнение шва в жаркую или, напротив, морозную сухую погоду, повышенные физические нагрузки на оконную конструкцию, использование некачественного профиля производителем окна и пр.
- Вязкость — результат использования пены, во многом зависит от стабильности вязкости (консистенции) рабочего вещества; при понижении температуры баллона ниже +5 ˚C или увеличении выше +30 ˚C, рабочее вещество баллона начинает терять требуемую консистенцию, что отрицательно сказывается на получаемых результатах;

Применяется для монтажа и уплотнения оконных и дверных блоков и других конструкций, для изоляции разводящей сети, уплотнения швов и трещин, заполнения различных пустот.

## Виды
Монтажная пена подразделяется:
- По составу:
  - однокомпонентные;
  - двухкомпонентные;
- По температуре применения:
  - летняя;
  - зимняя;
  - всесезонная;
- По способу выпуска из баллона:
  - профессиональная (пистолетная);
  - бытовая (с трубкой-адаптером);
- По классу горючести:
  - В1 (противопожарная);
  - В2 (самозатухающая);
  - В3 (горючая).

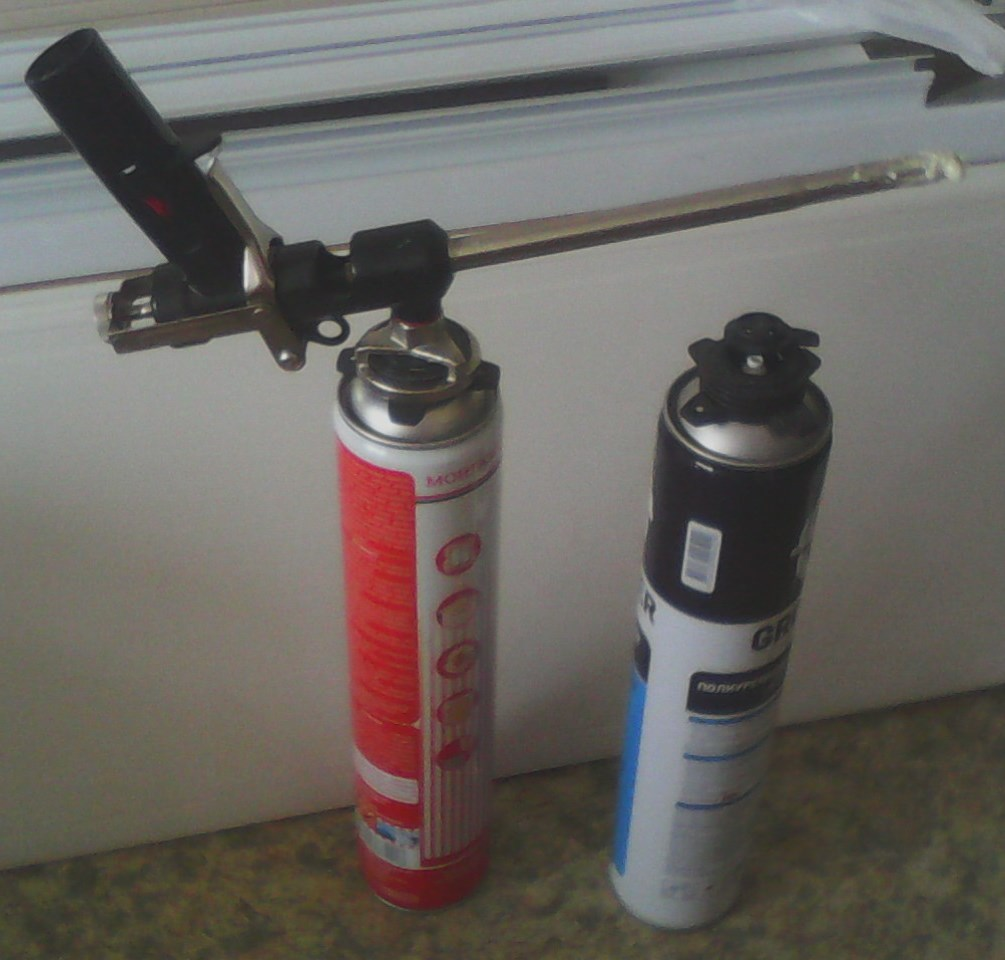
Монтажная пена (полиуретановая, профессиональная) и пистолет для неё.

Существует зимняя монтажная пена, она значительно отличается по химическому составу от летней пены и может применяться для монтажа и уплотнения не только при высоких, но и при низких температурах окружающей среды. При низких температурах (до −10 °C), а у некоторых производителей и до −20 °C, сохраняются качество получаемой пены и выход из баллона. Однако, температура баллона всё равно должна быть не ниже нуля (лучше если не менее +10 °C), поверхность не должна быть покрыта льдом, инеем или снегом.
Всесезонная монтажная пена работает в более широком диапазоне температур (у некоторых производителей от −10 °C до +40 °C).
Свойства пены:
- монтажные (прикрепляет, соединяет отдельные части конструкции),
- звукоизоляционные,
- теплоизоляционные,
- уплотнительные.

Застывшая пена обычно светло-жёлтого цвета. На открытом солнечном свету пена через некоторое время темнеет (разлагаясь под действием ультрафиолетовых лучей) и становится хрупкой, поэтому места, заполненные пеной, стоит закрыть специальными клейкими лентами, акриловым герметиком или хотя бы покрасить.

## Форма выпуска
Монтажная пена продаётся в баллонах, в которых находится жидкий преполимер, пластификаторы, ПАВ и пропеллент (газ-вытеснитель). Когда содержимое выходит из баллона, под воздействием влаги из воздуха и из субстрата (бетона, древесины и т. п.) происходит реакция полимеризации — пена застывает. В конечном итоге образуется довольно жёсткий пенополиуретан.

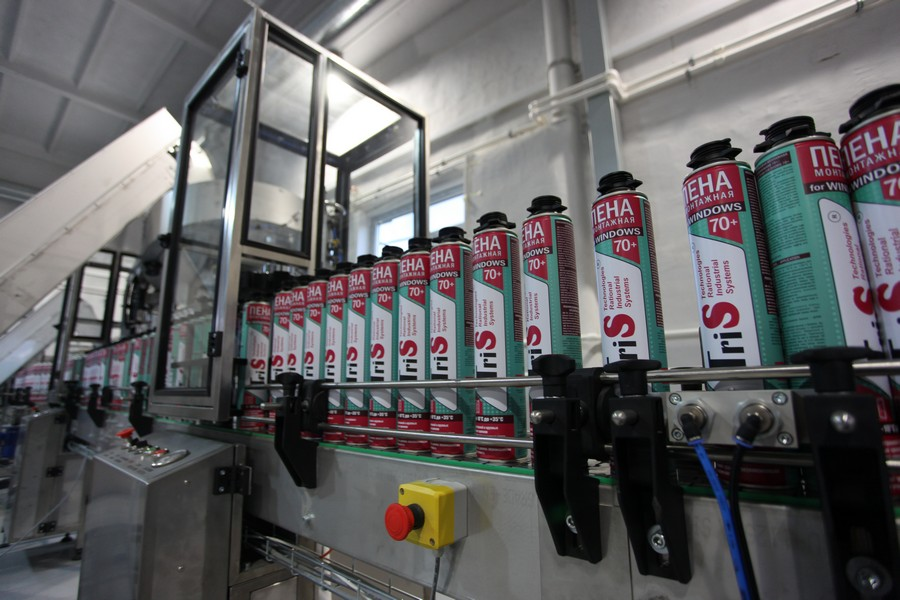
Линия по производству монтажной пены

Баллоны монтажной пены производятся:
1. с пластиковой насадкой-курком и трубкой, пригодные к использованию без дополнительных инструментов (бытовая монтажная пена);
2. с клапаном для пистолета. В пистолетах, как правило, есть возможность регулировать скорость выхода пены (профессиональная монтажная пена).

Первый вид баллонов можно применять несколько раз, если продуть трубку газом-вытеснителем при положении баллона клапаном вверх.
В пистолете при закрытии сопла пена не застывает. По окончании работ, пока пена не застыла и если пистолет не будет использоваться в течение длительного времени, следует промыть его очистителем для монтажной пены. В случае же регулярного использования пистолет рекомендуется оставлять на баллоне. Если пена застыла — можно очистить от неё поверхности либо механическим путём, либо использовать очиститель для застывшей монтажной пены.
Профессиональная монтажная пена в России обыкновенно маркируется некоторыми числами (например, 50, 65, 70), характеризующими выход пены из баллона. Анализ рецептур показал, что эти числа соответствуют объёму закачанных в баллон сжиженных газов при нормальных условиях.
В действительности объём застывшей пены может варьироваться по ряду причин:
- объём газов сильно зависит от температуры;
- полимеризация пены протекает с выделением углекислого газа, также создающего дополнительный объём;
- в пене значительная доля ячеек является открытыми, что позволяет части газов эвакуироваться из объёма пены;
- в зависимости от рецептуры и технологии нанесения, часть газов в процессе выпенивания не попадает в объём пены и т. д.

Итогом этого становится следующий факт: данная маркировка позволяет ориентироваться в объёмах выхода пены в пределах одной рецептуры и одних условий нанесения (температура, влажность, пистолет, скорость выхода и т. д.), однако изменение этих условий может влиять на пену различных производителей по-разному, и в итоге при прочих равных может оказаться, что пена с меньшим заявленным выходом покажет лучший результат по реальному объёму.
Очиститель монтажной пены состоит из ацетона (диметилкетона), метилэтилкетона и/или диметилового эфира, выпускается в аэрозольных баллонах, снабжённых таким же клапаном для пистолета, что и баллоны с пеной.

## История
Первенство в изобретении полиуретановой монтажной пены принадлежит Отто Байеру, в 1947 году. Сначала полиуретаны использовались как изоляционные плиты. В 1970-х годах начался выпуск полиуретановой пены в аэрозольном баллоне (PUR). Первый баллон произведён компанией «Royal Chemical Industry» (Англия). Применяться в строительстве пена стала в начале 1980-х годов в Швеции.